# Pusiola asperatella
Pusiola asperatella är en fjärilsart som beskrevs av Walker 1864. Pusiola asperatella ingår i släktet Pusiola och familjen björnspinnare. Inga underarter finns listade.